# Ursula K. Le Guin
Ursula Kroeber Le Guin, meglio conosciuta come Ursula K. Le Guin (Berkeley, 21 ottobre 1929 – Portland, 22 gennaio 2018), è stata una scrittrice e glottoteta statunitense, autrice di fantascienza e di fantasy.
Ha vinto otto premi Hugo, sei premi Nebula e ventiquattro premi Locus - i massimi riconoscimenti della letteratura fantastica - ed è considerata una delle principali autrici di fantascienza. La profondità e attualità dei suoi temi, che spaziano dal femminismo all'utopia e al pacifismo, hanno reso i suoi romanzi noti e apprezzati ben oltre il tradizionale circolo di lettori di genere. Tra le sue opere si ricordano in particolare La mano sinistra delle tenebre (1969), I reietti dell'altro pianeta (1974) e il Ciclo di Earthsea (1968-2001).

## Biografia
Ursula Kroeber era figlia dell'antropologo Alfred Kroeber, di origine tedesca, studioso della University della California - Berkeley, e della scrittrice Theodora Kracaw, di origini tedesche e inglesi.
Ursula e i suoi tre fratelli, Clifton, Theodore e Karl Kroeber, furono incoraggiati a leggere sotto l'influenza dei genitori e delle loro amicizie, tra cui gruppi di Nativi Americani e J. Robert Oppenheimer, che in seguito divenne il parziale modello per l'eroe ne I reietti dell'altro pianeta. Le Guin affermò che, in retrospettiva, era grata per la sua educazione. In questo ambiente stimolante Le Guin nutrì il suo interesse per la letteratura; scrisse la sua prima storia fantasy a nove anni e inviò alla rivista Amazing Stories il suo primo racconto di fantascienza quando aveva undici anni, il racconto fu rifiutato e Le Guin non presentò altri racconti fino ai 21 anni. Con la famiglia durante l'anno accademico viveva a Berkeley, ma passava le estati a "Kishamish" presso la Napa Valley, così descritto:
Le Guin si interessava di biologia e poesia, ma aveva difficoltà con la matematica. Frequentò la Berkeley High School. Ottenne un Bachelor of Arts in letteratura rinascimentale francese e italiana presso il Radcliffe College nel 1951, e un Master of Arts in letteratura italiana e francese presso la Columbia University nel 1952. Poco più tardi, Le Guin iniziò a lavorare al Ph.D. e grazie al programma Fulbright poté continuare i suoi studi in Francia dal 1953 al 1954.
Nel 1953, mentre viaggiava verso la Francia a bordo della Queen Mary, Le Guin conobbe il suo futuro marito, lo storico Charles Le Guin. Si sposarono l'anno seguente a Parigi. Dopo il matrimonio, Le Guin decise di non proseguire il Dottorato di Ricerca sul poeta Jean Lemaire de Belges.
La coppia tornò negli Stati Uniti per permettere a Charles di concludere il suo Ph.D. alla Emory University. In questo periodo, Ursula lavorò come segretaria e insegnò francese a livello universitario. La loro prima figlia, Elisabeth, nacque nel 1957 a Moscow (Idaho), dove Charles insegnava. Nel 1958 si trasferirono a Portland, dove nacque la figlia Caroline nel 1959 e dove continuarono a vivere. Nel 1964, nacque il terzo figlio Theodore.
La ricezione delle sue opere in Italia fu promossa da Riccardo Valla, in qualità di curatore delle collane dell'editore Nord, presso cui uscirono numerosi titoli a partire dagli anni Settanta. Oltre a tradurre egli stesso diversi romanzi, Valla divenne amico di penna dell'autrice.
Le Guin morì il 22 gennaio 2018 nella sua casa a Portland; il figliò dichiarò che le sue condizioni di salute erano gravi da diversi mesi. Il suo necrologio sul New York Times la ricordò con queste parole:

## Attività letteraria

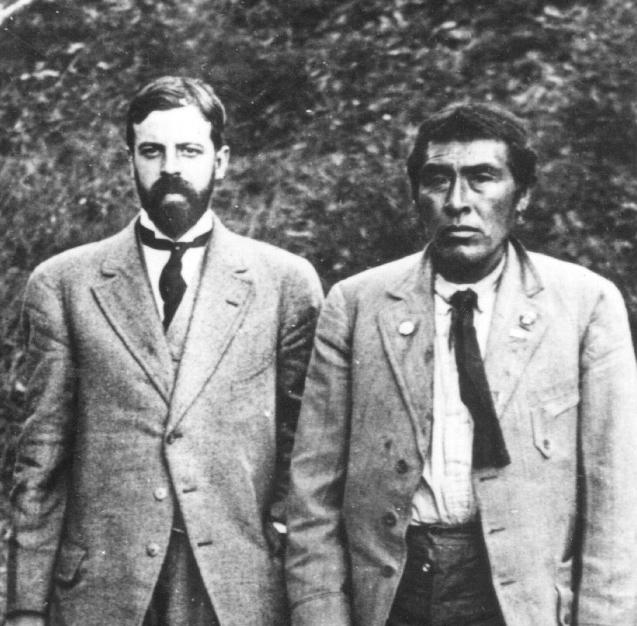
Il padre di Ursula, Alfred Kroeber, insieme a Ishi, l'ultimo esponente della popolazione Yahi (1911).

Le Guin cominciò a interessarsi alla letteratura molto presto. All'età di undici anni propose la sua prima storia alla rivista Astounding Science Fiction, ma non fu pubblicata.
Dal 1951 al 1961 scrisse cinque romanzi, tutti rifiutati dalle case editrici perché considerati inaccessibili. In questo periodo scrisse anche poesie, tra cui Wild Angels (1975).
Le sue prime opere, che furono in parte riadattate in Orsinian Tales e Malafrena, erano storie realistiche ambientate nel paese immaginario di Orsinia. Alla ricerca di un modo per esprimere i suoi interessi, tornò alla passione per la fantascienza; all'inizio degli anni '60 i suoi lavori cominciarono ad essere pubblicati regolarmente. Uno degli Orsinian Tales fu pubblicato nell'estate del 1961 da The Western Humanities Review e altre tre storie apparirono nel 1962 e nel 1963 su Fantastic Stories of Imagination, un mensile diretto da Cele Goldsmith. Goldsmith era curatrice anche di Amazing Stories, che pubblicò due racconti di Le Guin nel 1964, inclusa la prima storia del ciclo hainita.

Nel 1964 vennero pubblicati i racconti La parola dello scioglimento e La legge dei nomi, i primi del ciclo fantasy di Earthsea, che comprende cinque romanzi e sette racconti. I primi tre romanzi furono Il mago di Earthsea (1968), Le tombe di Atuan (1970) e La spiaggia più lontana (1972), talvolta denominati la Trilogia di Earthsea, perché furono seguiti solo diversi anni più tardi da L'isola del drago (1990), Leggende di Earthsea (2001), una raccolta di racconti, e I venti di Earthsea (2001).
Le Guin ottenne un ampio riconoscimento per il romanzo La mano sinistra delle tenebre, che vinse i premi Hugo e Nebula nel 1970. Il romanzo successivo I reietti dell'altro pianeta la resero la prima persona a vincere sia il premio Hugo che il premio Nebula per il Miglior Romanzo due volte per gli stessi due libri.
Le Guin si occupò in seguito anche di cinema: contribuì a The Lathe of Heaven, film basato sul suo omonimo romanzo. Nel 1985 collaborò con il compositore David Bedford per il libretto di Rigel 9.
Nel 1983 fu invitata al Mills College di Oakland a pronunciare un discorso alla cerimonia di laurea degli studenti. Il discorso, intitolato "A Left-Handed Commencement Address", fu inserito al no. 82 della lista dei 100 migliori Discorsi del XX secolo di American Rhetoric ed è incluso nella sua raccolta di saggi Danzando al confine del mondo.
Nel 1984, Le Guin fece parte, insieme a Ken Kesey e William Stafford, del gruppo che fondò l'Oregon Institute of Literary Arts, ora conosciuto come Literary Arts, a Portland.
Nel dicembre del 2009, Le Guin si ritirò dalla Authors Guild, la più grande e più antica associazione di scrittori negli Stati Uniti, per protestare contro il sostegno a Google Libri, il progetto di digitalizzazione di libri creato da Google. Nella lettera alla Authors Guild scrisse:
(Ursula K. Le Guin)

## Fonti di ispirazione

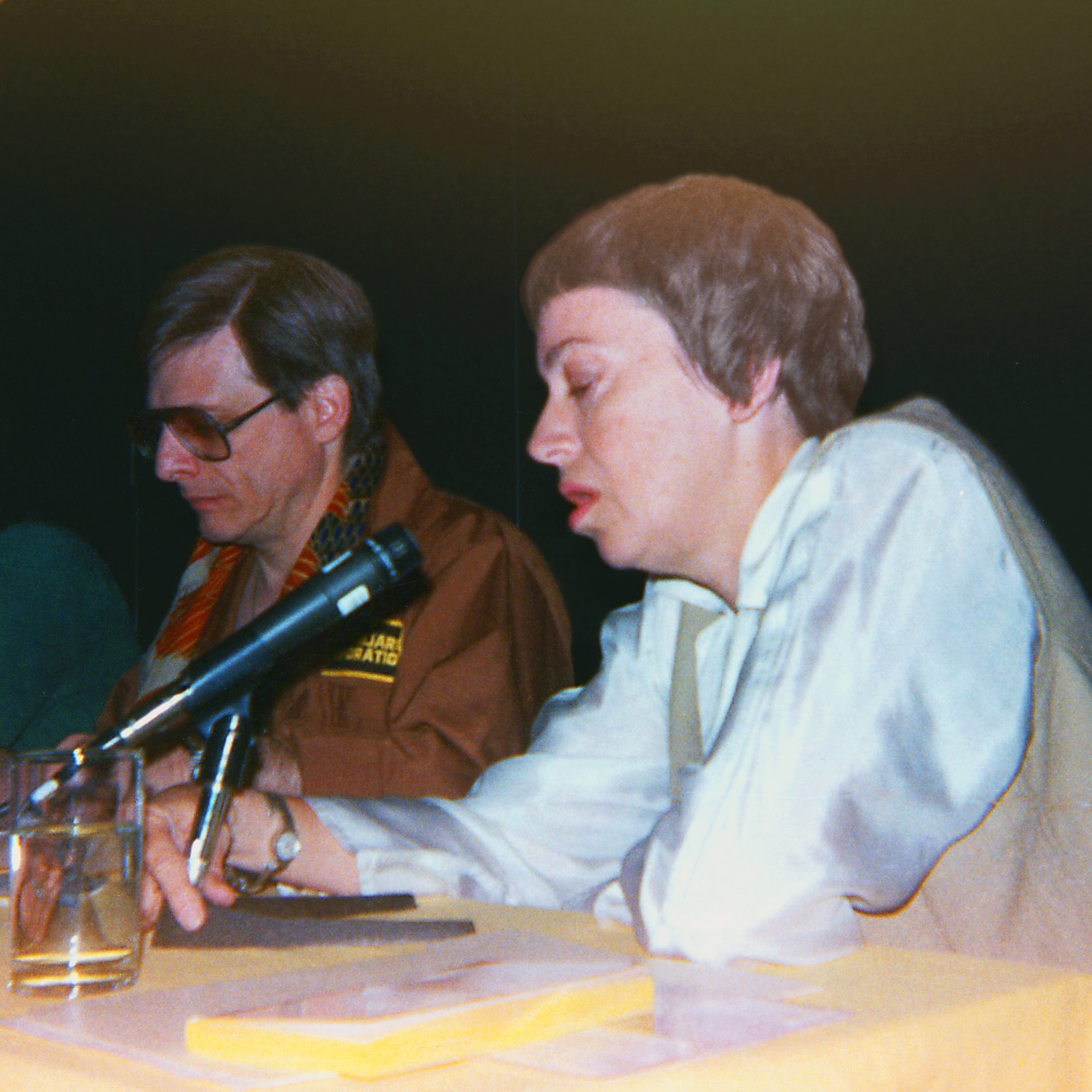
Le Guin e Harlan Ellison a Portland nel 1984.

Le Guin subì l'influenza di svariati autori fantasy, compreso J. R. R. Tolkien; di autori di fantascienza, come Philip K. Dick (che era suo compagno di classe alla scuola superiore, anche se non si frequentarono); di figure centrali nella letteratura occidentale quali Lev Tolstoj, Virgilio e le sorelle Brontë; di scrittrici femministe tra cui Virginia Woolf; di classici della letteratura per l'infanzia come Alice nel Paese della Meraviglie, Il vento tra i salici, Il libro della giungla; della mitologia norrena; nonché di libri appartenenti alle tradizioni orientali come il Tao Te Ching.
Quando le furono chieste le sue fonti di ispirazione, rispose così:
(Ursula K. Le Guin)
A metà degli anni '50 lesse Il Signore degli Anelli di Tolkien, che ebbe un enorme impatto su di lei. Ma piuttosto che spingerla a seguire le orme di Tolkien, questa lettura le dimostrò le possibilità del genere fantasy.

## Temi
Le Guin sfruttò la flessibilità creativa della fantascienza e del fantasy per esplorare i temi delle identità e delle strutture sociali. In questo modo, il ricorso a discipline quali sociologia, antropologia e psicologia portò alcuni critici a includere le sue opere nella categoria della fantascienza soft. Lei si oppose a questa classificazione, sostenendo che il termine sia divisivo e implichi un'idea ristretta di quanto costituisce una forma valida di fantascienza. Le tematiche dell'anarchismo e dell'ambientalismo riaffiorano inoltre lungo tutta l'opera di Le Guin.
Nel 2014 Le Guin parlò a proposito del fascino di immaginare possibili futuri nella fantascienza:

### Sociologia, antropologia, psicologia
Conoscendo profondamente le prospettive delle scienze sociali circa l'identità e la società, Le Guin decide razze e generi a ragion veduta. La maggior parte dei suoi personaggi sono persone di colore, una scelta fatta per rispecchiare la maggioranza non bianca dell'umanità (motivo a cui attribuisce la scarsità di personaggi illustrati sulle copertine dei suoi libri). La sua scrittura ricorre spesso a culture aliene - umane ma non terrestri - per esaminare le caratteristiche strutturali della società e della cultura umana, nonché del loro impatto sull'individuo.
L'evidente tematica dell'interazione culturale è molto probabilmente radicata nel fatto che Le Guin crebbe in una famiglia di antropologi impegnata nel caso di Ishi - un nativo americano considerato "l'ultimo indiano selvaggio" - e nelle sue relazioni con il mondo degli uomini bianchi. Il padre di Le Guin era il direttore del University of California Museum of Anthropology, dove Ishi fu studiato e lavorò come assistente ricercatore. Sua madre scrisse il bestseller Ishi in Two Worlds. Tali elementi si ripresentano in molte storie di Le Guin – da Il pianeta dell'esilio, a Città delle illusioni, da Il mondo della foresta a I reietti dell'altro pianeta.
La scrittura di Le Guin fa un notevole uso di azioni ordinarie, allo scopo di chiarire come le attività quotidiane inseriscano gli individui in un contesto di relazioni con il mondo fisico e con il prossimo. Per esempio, l'impegno dei protagonisti negli affari comuni, come badar agli animali, curare l'orto e fare i lavori di casa, è centrale nel romanzo L'isola del drago. Pure i temi della psicologia junghiana sono fondamentali nella sua produzione.
Un altro esempio è il Ciclo dell'Ecumene, una serie di romanzi che comprende una vasta raccolta di società, composte di varie specie umane che vivono per lo più in isolamento l'una dall'altra. La mano sinistra delle tenebre, I reietti dell'altro pianeta, La salvezza di Aka trattano tutti le conseguenze di contatti tra mondi e culture differenti. L'impatto sociale e culturale dell'arrivo di emissari dell'Ecumene su pianeti remoti e lo shock culturale che gli emissari provano costituiscono temi importanti ne La mano sinistra delle tenebre. Le concezioni di Le Guin sono state in seguito prese in prestito da molti famosi autori, che citarono a loro volta sue invenzioni come l'ansible, un dispositivo di comunicazione. La mano sinistra delle tenebre esplora in particolar modo le conseguenze sociali, culturali e personali dell'identità sessuale attraverso la narrazione dell'incontro con una razza androgina. Oltre all'ermafroditismo, Le Guin si concentra sull'abbattimento delle norme sulla sessualità e sul ruolo di genere. Il racconto Solitudine segue una ragazza, più temeraria di suo fratello maggiore, che si avventura in un mondo dominato da donne forti, territoriali. In Paradisi perduti, i passeggeri di una nave spaziale alla ricerca di un nuovo mondo da colonizzare sono salvati da una viaggiatrice interstellare, un ruolo tipicamente riservato agli uomini.

### Ambientalismo

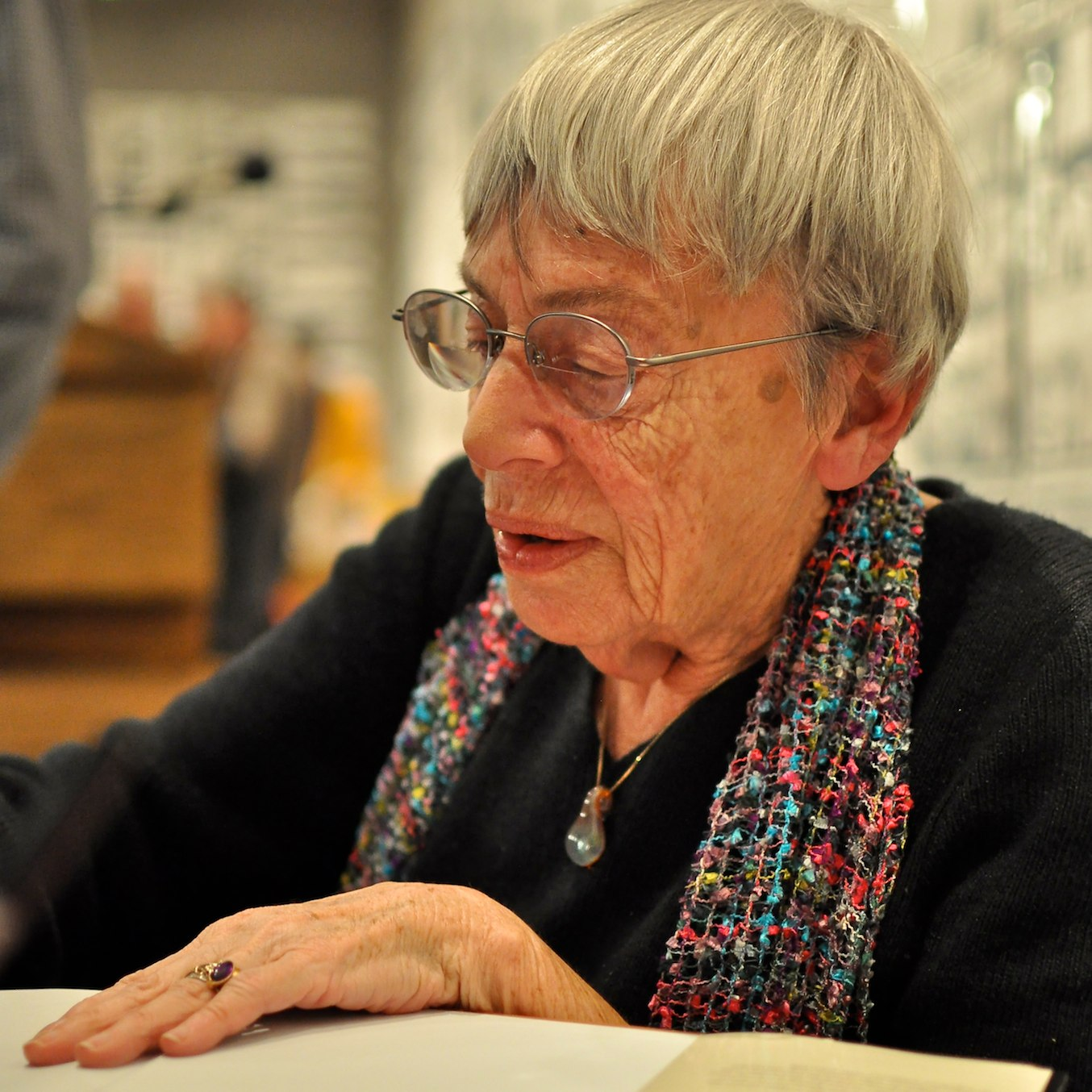
Ursula Le Guin firma un libro nel 2013.

Le Guin considera l'attuale sistema sociopolitico americano problematico per la salute e la vita della natura, dell'umanità e del loro rapporto. Questa idea ricorre in molte opere di Le Guin, specialmente ne La mano sinistra delle tenebre, Il mondo della foresta, I reietti dell'altro pianeta, L'occhio dell'airone, Sempre la valle, Le ragazze bufalo. Tutti questi libri vertono sull'organizzazione sociopolitica e sui sistemi di valori di utopie e distopie. Oltre alla produzione di romanzi, Il libro Out Here: Poems and Images from Steens Mountain Country, scritto in collaborazione con l'artista Roger Dorband, è un'evidente dichiarazione ambientalista dedicata alla bellezza dell'Oregon. Le Guin scrisse anche numerose poesie e saggi sul Monte Sant'Elena in seguito all'eruzione del 1980. Questi scritti esplorano i racconti e le discussioni dei locali dovuti all'eruzione, in unione alla prospettiva di Le Guin che vide l'evento dalla sua casa di Portland, oltre alle sue varie visite sul sito.

### Anarchismo e Taoismo
Le concezioni di Le Guin verso l'anarchismo erano strettamente collegate alla sua fede nel Taoismo.
Prendeva parte a numerose marce delle pace e benché non si dichiarasse esplicitamente anarchica, era convinta che la democrazia fosse buona, ma non l'unico modo per ottenere giustizia ed equità. Le Guin disse: "I reietti dell'altro pianeta è un romanzo utopistico anarchico. Le sue idee derivano dalla tradizione anarchica pacifista – Kropotkin ecc. Così come fecero certe idee della cosiddetta controcultura degli anni sessanta e settanta". Di fatto la sua produzione influenzò lo sviluppo di un nuovo pensiero anarchico postmoderno.

## Adattamenti cinematografici
Nei primi anni ottanta, il regista Hayao Miyazaki chiese a Le Guin il permesso di creare un adattamento cinematografico in forma di cartone animato del ciclo di Earthsea. Tuttavia Le Guin, che non conosceva il lavoro del regista e in generale il mondo dei cartoni animati, decise di rifiutare. Molti anni più tardi, dopo aver visto Il mio vicino Totoro, riconsiderò la sua decisione: il terzo e quarto libro del ciclo di Earthsea vennero usati come base per il film d’animazione I racconti di Terramare del 2006. Il film, tuttavia, venne girato dal figlio di Hayao, Gorō Miyazaki, e Le Guin non ne fu soddisfatta.
Nel 2004 fu prodotta da SciFi Channel una miniserie per la TV dal titolo La leggenda di Earthsea (Earthsea). Anche in questo caso l'adattamento non fu apprezzato da Le Guin.

## Opere
Per ogni testo si indica la prima edizione nell'originale inglese e l'eventuale prima traduzione in lingua italiana.

### Ciclo di Terramare

#### Esalogia principale
1. Il mago di Terramare o Il mago (A Wizard of Earthsea), Parnassus Press, 1968. Traduzione di Roberta Rambelli, Fantacollana 27, Editrice Nord, 1979.
2. Le tombe di Atuan (The Tombs of Atuan), Atheneum, 1971. Traduzione di Roberta Rambelli, Fantacollana 32, Editrice Nord, 1980.
3. La spiaggia più lontana o Il signore dei draghi (The Farthest Shore), Atheneum, 1972. Traduzione di Roberta Rambelli, Fantacollana 37, Editrice Nord, 1981.
4. L'isola del drago o Tehanu (Tehanu), Atheneum, 1990. Traduzione di Riccardo Valla, La Gaja Scienza 366, Longanesi & C., 1992.
5. Leggende di Earthsea o Leggende di Terramare (Tales from Earthsea), Harcourt, 2001. Traduzione di Piero Anselmi, Fantasy Urania 2ª serie n. 5, Arnoldo Mondadori Editore, luglio 2004. Raccolta di due romanzi brevi, tre racconti e un saggio:
  - Il trovatore (The Finder), inedito.
  - "Diamante e Rosascura" ("Darkrose and Diamond"), prima edizione nella rivista The Magazine of Fantasy and Science Fiction di ottobre-novembre 1999.
  - "Le ossa della terra" ("The Bones of the Earth"), inedito.
  - "Nell'alta palude" ("On the High Marsh"), inedito.
  - Libellula (Dragonfly), prima edizione nell'antologia Legends, a cura di Robert Silverberg, Tor Books, 1998; Traduzione di Francesco Di Foggia in Legends. Primo Volume, I Libri della Mezzanotte 8, Sperling & Kupfer, 2001.
  - «Una descrizione di Terramare» («A Description of Earthsea»), inedito.
6. I venti di Terramare (The Other Wind), Harcourt, 2001. Traduzione di Piero Anselmi, Fantasy Urania 2ª serie n. 4, Arnoldo Mondadori Editore, marzo 2004.

#### Racconti
Appartengono al ciclo di Terramare anche quattro racconti autoconclusivi originariamente composti da Le Guin per riviste o antologie:
- "La parola dello scioglimento" ("The Word of Unbinding"), Fantastic Stories of Imagination di gennaio 1964. Confluito nella raccolta I dodici punti cardinali.
- "La legge dei nomi" ("The Rule of Names"), Fantastic Stories of Imagination di aprile 1964. Confluito nella raccolta I dodici punti cardinali.
- "La figlia di Odren" ("The Daughter of Odren"), edito come chapbook da Houghton Mifflin Harcourt, 2014.
- "Luce di fuoco" ("Firelight"), Paris Review 225, estate 2018.

La prima edizione integrale del Ciclo di Terramare è stata la raccolta The Books of Earthsea: The Complete Illustrated Edition, illustrato da Charles Vess, Saga Press e Gollancz, 2018; Traduzione di Ilva Tron, Oscar Draghi, Arnoldo Mondadori Editore, 2020. Tale omnibus riunisce assieme i sei volumi principali e vi aggiunge come appendice i quattro racconti minori.

### Ciclo dell'Ecumene o Ciclo hainita

#### Romanzi
- Il mondo di Rocannon (Rocannon's World), nel volume doppio Rocannon's World / The Kar-Chee Reign, Ace Double G-574, Ace Books, 1966[51]. Traduzione di Pier Antonio Rumignani, Delta Fantascienza Fantasia Eroica 1, Delta, 1973.
- Il pianeta dell'esilio (Planet of Exile), nel volume doppio Planet of Exile / Mankind Under the Leash, Ace Double G-597, Ace Books, 1966[51]. Traduzione di Riccardo Valla, Cosmo. Collana di Fantascienza 84, Editrice Nord, 1979.
- Città delle illusioni (City of Illusions), Ace Books, 1967[51]. Traduzione di Margherita Molinari, I Libri Pocket 529, Longanesi & C., 1975.
- La mano sinistra delle tenebre (The Left Hand of Darkness), Ace Books, 1969. Traduzione di Ugo Malaguti, Slan. Il Meglio della Fantascienza 9, Libra Editrice, 1971.
- Il mondo della foresta (The Word for World is Forest), nell'antologia Again, Dangerous Visions, a cura di Harlan Ellison, Doubleday, 1972; prima edizione in volume per Berkley/Putnam, 1976. Traduzione di Riccardo Valla, Cosmo. Collana di Fantascienza 62, Editrice Nord, 1977.
- I reietti dell'altro pianeta o Quelli di Anarres (The Disposessed: an Ambiguous Utopia), Harper & Row, 1974. Traduzione di Riccardo Valla, SF Narrativa d'Anticipazione 6, Editrice Nord, 1976.
- Il giorno del perdono (Four Ways to Forgiveness), HarperPrism, 1995; Traduzione di Giancarlo Carlotti, Il Libro d'Oro 98, Fanucci Editore, 1997. In seguito espanso e rinominato Five Ways to Forgiveness, The Library of America, 2017; nuova edizione inedita in italiano. Composto da quattro novelle interconnesse e semiautonome corredate da un saggio, l'edizione espansa include una quinta novella aggiuntiva:
  - Tradimenti (Betrayals), prima edizione nella rivista Blue Motel di gennaio 1994.
  - Il giorno del perdono (Forgiveness Day), prima edizione nella rivista Asimov's Science Fiction di novembre 1994.
  - Un uomo del popolo (A Man of the People), prima edizione nella rivista Asimov's Science Fiction di aprile 1995.
  - Liberazione della donna (A Woman's Liberation), prima edizione nella rivista Asimov's Science Fiction di luglio 1995.
  - Vecchia Musica e la schiava (Old Music and the Slave Women), prima edizione nell'antologia Universi lontani (Far Horizons), a cura di Robert Silverberg, Tor Books, 1999; Traduzione di Simona Adami, I Libri della Mezzanotte 10, Sperling & Kupfer, 2002.
  - «Note su Werel e Yeowe» («Notes on Werel and Yeowe»)
- La salvezza di Aka (The Telling), Harcourt, 2000. Traduzione di Piero Anselmi, Strade Blu, Arnoldo Mondadori Editore, 2002.

#### Racconti
Appartengono al ciclo dell'Ecumene anche dodici racconti autoconclusivi originariamente composti da Le Guin per riviste o antologie e da lei distribuiti su tre diverse raccolte:
- Contenuti nella raccolta I dodici punti cardinali (1975):
  - "La collana di Semley" ("Dowry of the Angyar" o "Semley's Necklace"), Amazing Stories di settembre 1964. Confluito come prologo ne Il mondo di Rocannon.
  - "Il re d'Inverno" ("Winter's King"), nell'antologia Orbit 5, a cura di Damon Knight, G. P. Putnam's Sons, 1969.
  - "Più vasto degli imperi e più lento" ("Vaster Than Empires and More Slow"), nell'antologia New Dimensions 1, a cura di Robert Silverberg, Doubleday, 1971.
  - "La vigilia della rivoluzione" ("The Day Before the Revolution"), Galaxy Science Fiction di agosto 1974.
- Contenuti nella raccolta A Fisherman of the Inland Sea (1994):
  - "La storia degli Shoby" ("The Shobies' Story"), nell'antologia Universe 1, a cura di Karen Haber e Robert Silverberg, Doubleday, 1990. Traduzione di Nicoletta Vallorani in Supernovæ, IperFICTION, Interno Giallo, 1993.
  - "Una danza per Ganam" ("Dancing to Ganam"), Amazing Stories di settembre 1993. Traduzione di Giovanni Sanfratello nell'antologia Millemondiestate 1994: 20 racconti, Urania Millemondi 1ª serie n. 27, Arnoldo Mondadori Editore, 1994.
  - "Una storia alternativa o un pescatore del Mare Interno" ("Another Story or A Fisherman of the Inland Sea"), composto appositamente per A Fisherman of the Inland Sea, HarperPrism, 1994. Traduzione di Teresa Albanese, in Ritrovato e perduto, Oscar Fantastica, Arnoldo Mondadori Editore, 2018.
- Contenuti nella raccolta The Birthday of the World (2002):
  - "Come si diventa adulti a Karhide" ("Coming of Age in Karhide"), nell'antologia Nuove leggende del futuro (New Legends), a cura di Greg Bear e Martin H. Greenberg, Legend, 1995. Traduzione di Gloria Barberi, Grandi Opere Nord 28, Editrice Nord, 1996.
  - "Una questione di Seggri" ("The Matter of Seggri"), Crank! 3, estate 1994. Traduzione di Teresa Albanese, in Ritrovato e perduto, Oscar Fantastica, Arnoldo Mondadori Editore, 2018.
  - "Unchosen Love", Amazing Stories autunno 1994.
  - "Mountain Ways", Asimov's Science Fiction di agosto 1996.
  - "Solitudine" ("Solitude"), The Magazine of Fantasy and Science Fiction di dicembre 1994. Traduzione di Franco Lato, Robot 68, aprile 2013.
  - Vecchia Musica e la schiava (Old Music and the Slave Women), nell'antologia Universi lontani (Far Horizons), a cura di Robert Silverberg, Avon Eos, 1999. Traduzione di Simona Adami, I Libri della Mezzanotte 10, Sperling & Kupfer, 2002. Successivamente confluito in Five Ways to Forgiveness (The Library of America, 2017).

La prima edizione integrale del Ciclo dell'Ecumene è stata la raccolta Hainish Novels & Stories (2 voll.), The Library of America 296 e 297, 2017. Tale edizione inframmezza i dodici racconti autoconclusivi agli otto romanzi, seguendo l'ordine cronologico di composizione.

### Orsinia
Dilogia composta inizialmente da un romanzo unitario e un volume di testi brevi.
1. Orsinian Tales, Harper & Row, 1976. Raccolta di undici racconti:
  - "The Fountains", inedito.
  - "The Barro", The Magazine of Fantasy and Science Fiction di ottobre 1976.
  - "Ile Forest", inedito.
  - "Conversations at Night", inedito.
  - "The Road East", inedito.
  - "Brothers and Sisters", in The Little Magazine estate 1976.
  - "A Week in the Country", in The Little Magazine primavera 1976.
  - "An die Musik", in The Western Humanities Review estate 1961.
  - "The House", inedito.
  - "The Lady of Moge", inedito.
  - "Imaginary Countries", in The Harvard Advocate inverno 1973.
2. Malafrena, G. P. Putnam's Sons, 1979.

Successivamente l'autrice ha espanso il ciclo con due ulteriori racconti, stilisticamente diversi dal nucleo originario:
- "Due ritardi sulla linea nord " ("Two Delays on the Northern Line"), in The New Yorker del 12 novembre 1979. Traduzione di Roberta Rambelli nella raccolta La rosa dei venti, SF Narrativa d'Anticipazione 45, Editrice Nord, 1984.
- "Si apre l'aria" ("Unlocking the Air"), in Playboy di dicembre 1990. Traduzione di Silvia Piraccini nell'antologia Il meglio di quarant'anni di racconti. Playboy Stories (Playboy Stories: The Best of Forty Years of Short Fiction), a cura di Alice K. Turner, Oscar Narrativa 1549, Arnoldo Mondadori Editore, 1995.

La prima edizione a riunire assieme il romanzo e tutti i tredici racconti è stata il volume omnibus The Complete Orsinia: Malafrena / Stories and Songs, The Library of America 281, 2016; tale raccolta comprende anche un inserto di quattro poesie inedite.

### Annals of the Western Shore
1. I doni (Gifts), Harcourt, 2004. Traduzione di Riccardo Valla, Narrativa Nord 249, Editrice Nord, 2006.
2. Voices, Harcourt, 2006.
3. Powers, Harcourt, 2007.

La prima edizione integrale della trilogia è stata il volume omnibus Annals of the Western Shore, The Library of America 335, 2020.

### Romanzi autoconclusivi
Sono elencati sia i romanzi veri e propri (novel) sia i romanzi brevi (novella).
- La falce dei cieli (The Lathe of Heaven), serializzato in due puntate su Amazing Science Fiction di marzo e maggio 1971; prima edizione in volume Charles Scribner's Sons, 1971. Traduzione di Riccardo Valla, Cosmo. Collana di Fantascienza 37, Editrice Nord, 1974.
- L'occhio dell'airone (The Eye of the Heron), nell'antologia Le donne del millennio (Millenial Women), a cura di Virginia Kidd, Delacorte Press, 1978. Traduzione di Roberta Rambelli, SF Narrativa d'Anticipazione 30, Editrice Nord, 1982.
- La soglia (The Beginning Place o Threshold ), Harper & Row, 1980. Traduzione di Roberta Rambelli, SF Narrativa d'Anticipazione 27, Editrice Nord, 1981.
- Sempre la valle (Always Coming Home), Harper & Row, 1985. Traduzione di Riccardo Valla, Arnoldo Mondadori Editore, 1986.
- Herne (Hernes), nella raccolta La via del mare. Cronache di Klatsand (Searoad: Chronicles of Klatsand), HarperCollins, 1991. Traduzione di Vincenzo Mantovani, Editrice A, 1994.
- Lavinia (Lavinia), Harcourt, 2008. Traduzione di N. Pennacchietti e C. Rodotà, Cavallo di Ferro, 2011.

### Raccolte di racconti
- I dodici punti cardinali (The Wind's Twelve Quarters), Harper & Row, 1975. Traduzione di Roberta Rambelli, SF Narrativa d'Anticipazione 18, Editrice Nord, 1979. Comprende una prefazione di Le Guin stessa, due racconti del ciclo di Terramare, quattro racconti del ciclo dell'Ecumene, e undici racconti autoconclusivi.
- La rosa dei venti (The Compass Rose), Pendragon Press & Underwood-Miller, 1982. Traduzione di Roberta Rambelli, SF Narrativa d'Anticipazione 45, Editrice Nord, 1984. Comprende una prefazione di Le Guin stessa, un racconto del ciclo di Orsinia, e diciannove racconti autoconclusivi.
- Buffalo Gals and Other Animal Presences, Capra Press, 1987.
- La via del mare. Cronache di Klatsand (Searoad: Chronicles of Klatsand), HarperCollins, 1991. Traduzione di Vincenzo Mantovani, Editrice A, 1994. Comprende undici racconti e la novella Herne.
- Blue Moon Over Thurman Street, NewSage Press, 1993. Corredato da fotografie di Roger Dorband.
- A Fisherman of the Inland Sea, HarperPrism, 1994.
- Unlocking the Air and Other Stories, HarperCollins, 1996.
- The Birthday of the World, Harper Collins, 2002.
- Science Fiction Stories, Harper Collins, 2003.
- Su altri piani (Changing Planes), Harcourt, 2003. Traduzione di Riccardo Valla, Narrativa Nord 218, Editrice Nord, 2003.
- The Unreal and the Real: Selected Stories of Ursula K. Le Guin. Selezione in due volumi apparsa anche come omnibus (Saga Press, 2016):
  1. Where on Earth, Small Beer Press, 2012.
  2. Outer Space, Inner Lands, Small Beer Press, 2012.
- Ritrovato e perduto (The Found and the Lost: The Collected Novellas of Ursula K. Le Guin), Saga Press, 2016. Traduzione di Teresa Albanese e Pietro Anselmi, Oscar Fantastica, Arnoldo Mondadori Editore, 2018.

### Narrativa per l'infanzia

#### Ciclo dei Gattivolanti
Quattro racconti illustrati da S. D. Schindler e pubblicati come chapbook.
- Gattivolanti (Catwings), Orchard Books, 1988. Gli Scriccioli, Nord-Sud, 2012.
- Il ritorno dei gattivolanti (Catwings Return), Orchard Books, 1989. Traduzione di Laura Draghi, I Criceti 10, Salani, 1992.
- Wonderful Alexander and the Catwings, Orchard Books, 1994.
- Jane on Her Own, Orchard Books, 1999.

La casa editrice Puffin ha riunito il ciclo negli omnibus Tales of the Catwings (volumi 1 e 2, 1999) e More Tales of the Catwings (volumi 3 e 4, 2000).

#### Romanzi autoconclusivi
- Agata e pietra nera (Very Far Away from Anywhere Else), Atheneum, 1976. Traduzione di Mariarosa Giardina Zannini, Le Linci 6, Salani, 1991.
- Leese Webster, Atheneum, 1979.
- Il 931º giro del mondo (Solomon Leviathan's Nine Hundred and Thirty-First Trip Around the World), illustrato da Alicia Austin, Cheap Street, 1983. Traduzione di Glauco Arneri, Collana Junior-8, Arnoldo Mondadori Editore, 1993.
- A Visit from Dr. Katz, Atheneum, 1988.
- Fire and Stone, Atheneum, 1989.
- Fish Soup, Atheneum,1992.
- A Ride on the Red Mare's Back, Orchard, 1992.
- Tom Mouse, Roaring Brook, 2002.

### Saggistica
- Il linguaggio della notte (The Language of the Night: Essays on Fantasy and Science Fiction), G. P. Putnam's Sons, 1979; riedito con alcune correzioni testuali per The Women's Press, 1989. Traduzione di Anna Sacchi, Universale Letteratura 176, Editori Riuniti, 1986. Raccoglie ventiquattro saggi di critica letteraria corredati da prefazioni di Susan Wood.
- Dancing at the Edge of the World: Thoughts on Words, Women, Places, Grove Press, 1989. Raccoglie trentotto saggi di critica letteraria e tredici recensioni.
- Steering the Craft, Eighth Mountain Press, 1998. Manuale pratico di scrittura narrativa.
- The Wave in the Mind: Talks and Essays on the Writer, the Reader, and the Imagination, Shambhala Publications, 2004. Raccoglie ventinove saggi e una poesia, illustrato da Le Guin stessa.
- Cheek by Jowl, Aqueduct Press, 2009.
- Words Are My Matter: Writings About Life and Books, 2000-2016, Small Beer Press, 2016.
- No Time to Spare: Thinking About What Matters, Houghton Mifflin Harcourt, 2017.
- Ursula K. Le Guin: Conversations on Writing, Tin House Books, 2018. Raccolta di interviste condotte da David Naimon.
- I sogni si spiegano da soli (Dreams Must Explain Themselves: The Selected Non-Fiction of Ursula K. Le Guin), Gollancz, 2018. Traduzione di Veronica Raimo, BIGSUR 66, Edizioni SUR, 2022.
- The Last Interview and Other Conversations, Melville House, 2019.

### Poesia
- Wild Angels, Capra Press, 1975.
- Hard Words and Other Poems, Harper Colophon, 1981.
- Wild Oats and Fireweed, Harper & Row, 1988. Comprende anche una lirica di Wynn Bullock.
- Going Out with Peacocks and Other Poems, Harper Perennial, 1994.
- Sixty Odd: New Poems, Shambhala Publications, 1999.
- Finding My Elegy: New and Selected Poems, Houghton Mifflin Harcourt, 2012.
- Late in the Day: Poems 2010-2014, PM Press, 2015.
- Collected Poems, The Library of America 368, The Library of America, 2023.

## Premi
- Premio Hugo:
  - La mano sinistra delle tenebre (1970) - Sezione Miglior Romanzo
  - Il mondo della foresta (1973) - Sezione Miglior Romanzo Breve
  - "Quelli che si allontanano da Omelas" (1974) - Sezione Miglior Racconto Breve
  - I reietti dell'altro pianeta (1974) - Sezione Miglior Romanzo
  - "Buffalo Gals, and Other Animal Presences" (1988) - Sezione Miglior Racconto
  - Words Are My Matter: Writings About Life and Books, 2000–2016 (2016) - Sezione Best related Books (2017)
- Premio Nebula:
  - La mano sinistra delle tenebre (1969) - Sezione Miglior Romanzo
  - I reietti dell'altro pianeta (1974) - Sezione Miglior Romanzo
  - "Il giorno prima della rivoluzione" (1974) - Sezione Miglior Racconto Breve
  - L'isola del drago (1990) - Sezione Miglior Romanzo
  - "Solitudine" (1994) - Sezione Miglior Racconto
  - Powers (2008) - Sezione Miglior Romanzo
- Premio Jupiter:
  - I reietti dell'altro pianeta (1974) - Sezione Miglior Romanzo
  - "Il giorno prima della rivoluzione" (1974) - Sezione Miglior Racconto Breve
  - "The Diary of the Rose" (1977) - Sezione Miglior Racconto
- National Book Award per la letteratura per l'infanzia con La spiaggia più lontana (1973)
- Gandalf Grand Master (1979)
- Premio Janet Heidinger Kafka: 1985 con Sempre la valle[52]
- Premio Theodore Sturgeon Memorial: 1995 con il racconto Forgiveness Day[53]
- Science Fiction and Fantasy Writers of America Grand Master Award (2003)
- Locus Award (19 volte)
- Premio Living Legends della Library of Congress statunitense nella sezione "Scrittori e Artisti" (2000)
- Honor Book al Premio Phoenix per Le tombe di Atuan (1991)